# 貝爾沃鎮區 (北卡羅萊納州皮特縣)
貝爾沃鎮區（英語：Belvoir Township）是位於美國北卡羅萊納州皮特縣的一個鎮區。

## 地方資料
貝爾沃鎮區的面積為142.80平方千米，當中陸地面積為141.67平方千米，而水域面積為1.13平方千米。根據2020年美國人口普查的數據，當地共有人口7779人，而人口密度為每平方千米54.47人。